# Луговое (Винницкая область)
Луговое (укр. Лугове) — посёлок, входит в Барский район Винницкой области Украины.
Население по переписи 2001 года составляло 129 человек. Почтовый индекс — 23023. Телефонный код — 04341. Занимает площадь 0,212 км². Код КОАТУУ — 520285309.

## История
В 1946 году указом ПВС УССР населённый пункт совхоза Маремонд переименовано в посёлок Луговое.

## Местный совет
23020, Вінницька обл., Барський р-н, с. Ходаки